# Tłuszcz
Tłuszcz is een stad in het Poolse woiwodschap Mazovië, gelegen in de powiat Wołomiński. De oppervlakte bedraagt 7,81 km², het inwonertal 7213 (2005).